# Iolaphilus bicaudatus
Iolaphilus bicaudatus är en fjärilsart som beskrevs av Aurivillius 1905. Iolaphilus bicaudatus ingår i släktet Iolaphilus och familjen juvelvingar. Inga underarter finns listade i Catalogue of Life.